# Aslak Falch
Aslak Falch (Stavanger, 25 maggio 1992) è un calciatore norvegese, portiere del Sandnes Ulf.

## Biografia
È il nipote (abiatico) di Edgar Falch, ex giocatore del Viking e della Nazionale norvegese.

## Carriera

### Club
Falch ha giocato nell'Hundvåg, prima di trasferirsi al Viking. Ha esordito nell'Eliteserien in data 25 ottobre 2009, sostituendo l'attaccante Tommy Høiland a causa dell'espulsione del portiere titolare Artur Kotenko, nella sfida sul campo dello Strømsgodset: il Viking si trovava in vantaggio per 0-1, ma il giovane portiere ha subito due reti e l'incontro si è concluso con una sconfitta per 2-1.
Ad aprile dell'anno successivo, si è trasferito al Vidar con la formula del prestito. Tornato al Viking, non è riuscito a scavalcare nelle gerarchie il portiere titolare Rune Almenning Jarstein.
Il 25 novembre 2011, Falch ha firmato così un contratto biennale con il Sandnes Ulf, che sarebbe stato valido a partire dal 1º gennaio successivo. Ha debuttato in squadra il 1º maggio 2012, nella sconfitta per 2-1 contro lo Staal Jørpeland, partita valida per il primo turno del Norgesmesterskapet. Nelle gerarchie dell'allenatore Asle Andersen, il primo portiere era Bo Andersen, ma a partire dal mese di agosto 2012, Falch ha ottenuto il posto da titolare.
Libero da vincoli contrattuali, il 7 gennaio 2014 si è aggregato all'Hødd per un provino. Il 20 gennaio, ha firmato un contratto biennale. Il 10 dicembre 2015, l'Hødd ha comunicato sul proprio sito internet che il contratto del giocatore, in scadenza a fine mese, non sarebbe stato rinnovato.
Il 4 gennaio 2016, libero da vincoli contrattuali, ha firmato un accordo biennale con il Vålerenga. Ha scelto il numero 30. Ha esordito in squadra il 14 marzo successivo, schierato titolare nella sconfitta casalinga per 0-2 contro il Viking. Ha disputato 17 partite in stagione, tra campionato e coppa, subendo 22 reti.
Il 6 agosto 2017, gli svedesi dell'IFK Norrköping hanno reso noto d'aver ingaggiato Falch, che si è legato al nuovo club con un contratto valido fino al termine della stagione in corso.
Il 20 dicembre 2017, Falch ha fatto ritorno in Norvegia per giocare nel Sarpsborg 08. Il 10 dicembre 2018 ha prolungato il contratto che lo legava al club fino al 31 dicembre 2021.
Il 10 settembre 2020 si è accordato con il Sandnes Ulf, a cui si è legato fino al 31 dicembre 2023.
Il 22 marzo 2024 è passato all'Haugesund, con un contratto annuale.
Il 23 dicembre 2024 è stato reso noto il suo ritorno al Sandnes Ulf.

### Nazionale
Il 22 gennaio 2013, è stato incluso tra i convocati della "nuova" Nazionale Under-21 norvegese, che sarebbe stata guidata ad interim da Trond Nordsteien fino all'estate seguente, mentre Tor Ole Skullerud avrebbe preparato quella "vecchia" per il campionato europeo di categoria: la formazione scandinava avrebbe affrontato la Turchia. Falch non ha esordito in quell'occasione, ma il 21 marzo successivo: è stato titolare nella vittoria per 1-3 contro la Scozia. Dopo che la Nazionale è stata ripresa da Skullerud, è stato convocato per la prima volta il 2 settembre, sostituendo l'infortunato Christian Sukke in vista delle sfide di qualificazione al campionato europeo 2015 contro Portogallo e Macedonia. Falch è stato impiegato come titolare nella sfida contro la formazione balcanica, che si è conclusa con un successo norvegese per 2-1. Il commissario tecnico gli ha dato fiducia dopo la scadente prestazione di Eirik Holmen Johansen contro i lusitani.

## Statistiche

### Presenze e reti nei club
Statistiche aggiornate al 25 marzo 2025.
| Stagione            | Club                | Campionato          | Campionato | Campionato | Coppe nazionali | Coppe nazionali | Coppe nazionali | Coppe continentali | Coppe continentali | Coppe continentali | Supercoppe | Supercoppe | Supercoppe | Totale | Totale |
| Stagione            | Club                | Comp                | Pres       | Reti       | Comp            | Pres            | Reti            | Comp               | Pres               | Reti               | Comp       | Pres       | Reti       | Pres   | Reti   |
| ------------------- | ------------------- | ------------------- | ---------- | ---------- | --------------- | --------------- | --------------- | ------------------ | ------------------ | ------------------ | ---------- | ---------- | ---------- | ------ | ------ |
| 2008                | Viking              | ES                  | 0          | 0          | CN              | 0               | 0               | -                  | -                  | -                  | -          | -          | -          | 0      | 0      |
| 2009                | Viking              | ES                  | 1          | -2         | CN              | 0               | 0               | -                  | -                  | -                  | -          | -          | -          | 1      | -2     |
| 2010                | Vidar               | 2D                  | ?          | -?         | CN              | ?               | -?              | -                  | -                  | -                  | -          | -          | -          | ?      | -?     |
| 2011                | Viking              | ES                  | 0          | 0          | CN              | 0               | 0               | -                  | -                  | -                  | -          | -          | -          | 0      | 0      |
| Totale Viking       | Totale Viking       | Totale Viking       | 1          | -2         |                 | 0               | 0               |                    | -                  | -                  |            | -          | -          | 1      | -2     |
| 2012                | Sandnes Ulf         | ES                  | 10         | -19        | CN              | 1               | -2              | -                  | -                  | -                  | -          | -          | -          | 11     | -21    |
| 2013                | Sandnes Ulf         | ES                  | 6          | -10        | CN              | 2               | -3              | -                  | -                  | -                  | -          | -          | -          | 8      | -13    |
| Totale Sandnes Ulf  | Totale Sandnes Ulf  | Totale Sandnes Ulf  | 16         | -29        |                 | 3               | -5              |                    | -                  | -                  |            | -          | -          | 19     | -34    |
| 2014                | Hødd                | 1D                  | 25         | -43        | CN              | 0               | 0               | -                  | -                  | -                  | -          | -          | -          | 25     | -43    |
| 2015                | Hødd                | 1D                  | 28         | -35        | CN              | 4               | -5              | -                  | -                  | -                  | -          | -          | -          | 33     | -41    |
| Totale Hødd         | Totale Hødd         | Totale Hødd         | 53         | -78        |                 | 4               | -5              |                    | -                  | -                  |            | -          | -          | 58     | -84    |
| 2016                | Vålerenga           | ES                  | 13         | -19        | CN              | 4               | -3              | -                  | -                  | -                  | -          | -          | -          | 17     | -22    |
| gen.-ago. 2017      | Vålerenga           | ES                  | 0          | 0          | CN              | 1               | 0               | -                  | -                  | -                  | -          | -          | -          | 1      | 0      |
| Totale Vålerenga    | Totale Vålerenga    | Totale Vålerenga    | 13         | -19        |                 | 5               | -3              |                    | -                  | -                  |            | -          | -          | 18     | -22    |
| ago.-dic. 2017      | IFK Norrköping      | A                   | 0          | 0          | CS              | 0               | 0               | UEL                | -                  | -                  | -          | -          | -          | 0      | 0      |
| 2018                | Sarpsborg 08        | ES                  | 18         | -23        | CN              | 0               | 0               | UEL                | 3                  | -2                 | -          | -          | -          | 21     | -25    |
| 2019                | Sarpsborg 08        | ES                  | 2          | -5         | CN              | 2               | -1              | -                  | -                  | -                  | -          | -          | -          | 4      | -6     |
| gen.-set. 2020      | Sarpsborg 08        | ES                  | 3          | -10        | CN              | -               | -               | -                  | -                  | -                  | -          | -          | -          | 3      | -10    |
| Totale Sarpsborg 08 | Totale Sarpsborg 08 | Totale Sarpsborg 08 | 23         | -38        |                 | 2               | -1              |                    | -                  | -                  |            | -          | -          | 25     | -39    |
| set.-dic. 2020      | Sandnes Ulf         | 1D                  | 15         | -27        | -               | -               | -               | -                  | -                  | -                  | -          | -          | -          | 15     | -27    |
| 2021                | Sandnes Ulf         | 1D                  | 28         | -42        | CN              | 2               | -4              | -                  | -                  | -                  | -          | -          | -          | 30     | -46    |
| 2022                | Sandnes Ulf         | 1D                  | 20+1       | -29+-1     | CN              | 1               | -2              | -                  | -                  | -                  | -          | -          | -          | 22     | -32    |
| 2023                | Sandnes Ulf         | 1D                  | 22         | -29        | CN              | 1               | 0               | -                  | -                  | -                  | -          | -          | -          | 23     | -29    |
| 2024                | Haugesund           | ES                  | 1          | -4         | CN              | 1               | -1              | -                  | -                  | -                  | -          | -          | -          | 2      | -5     |
| 2025                | Sandnes Ulf         | 2D                  | 0          | 0          | CN              | 0               | 0               | -                  | -                  | -                  | -          | -          | -          | 0      | 0      |
| Totale Sandnes Ulf  | Totale Sandnes Ulf  | Totale Sandnes Ulf  | 85+1       | -127+-1    |                 | 4               | -6              |                    | -                  | -                  |            | -          | -          | 90     | -134   |
| Totale              | Totale              | Totale              | ?          | -?         |                 | ?               | -?              |                    | 3                  | -2                 |            | -          | -          | ?      | -?     |